# Gilbert Burnet

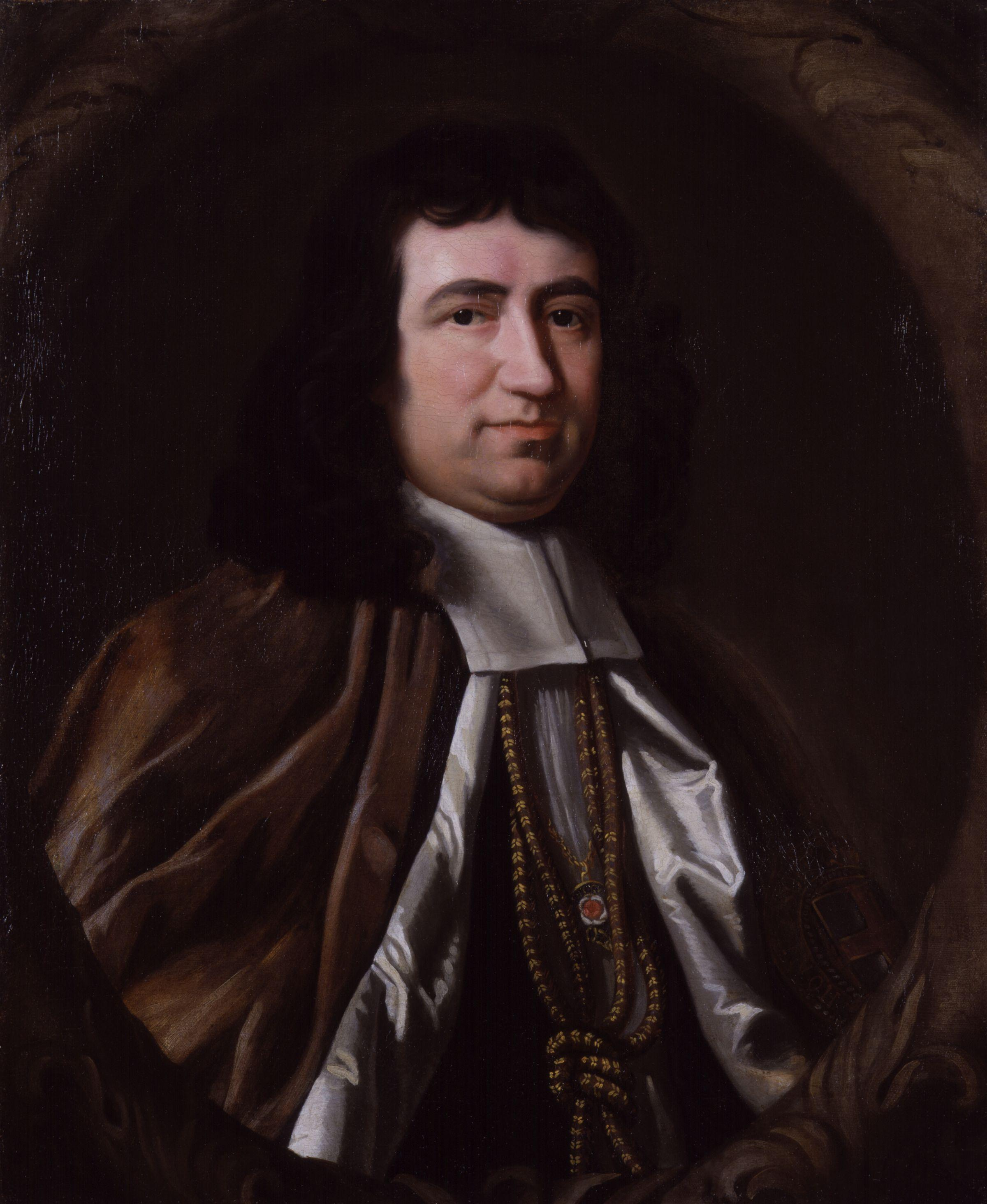
Gilbert Burnet, John Riley, circa 1689-1691

 Gilbert Burnet (Edinburgh, 18 september 1643 - 17 maart 1715) was een Schotse theoloog, (kerk-)historicus en taalkundige. Ook was hij anglicaans bisschop van Salisbury. Behalve Engels, sprak hij vloeiend Nederlands, Frans, Latijn, Grieks en Hebreeuws.

## Leven
Burnet werd geboren in Schotland, als zoon van Robert Burnet, Lord Crimond, een royalist en jurist. Na zijn studie reisde hij naar Oxford, Cambridge, Londen, de Republiek der Zeven Verenigde Nederlanden en Frankrijk. Hij studeerde Hebreeuws bij een rabbijn in Amsterdam en keerde in 1665 terug naar Schotland. Hem werd gevraagd aan de Universiteit van Glasgow te komen werken, maar weigerde in eerste instantie omdat zijn gemeente hem vroeg om te blijven.

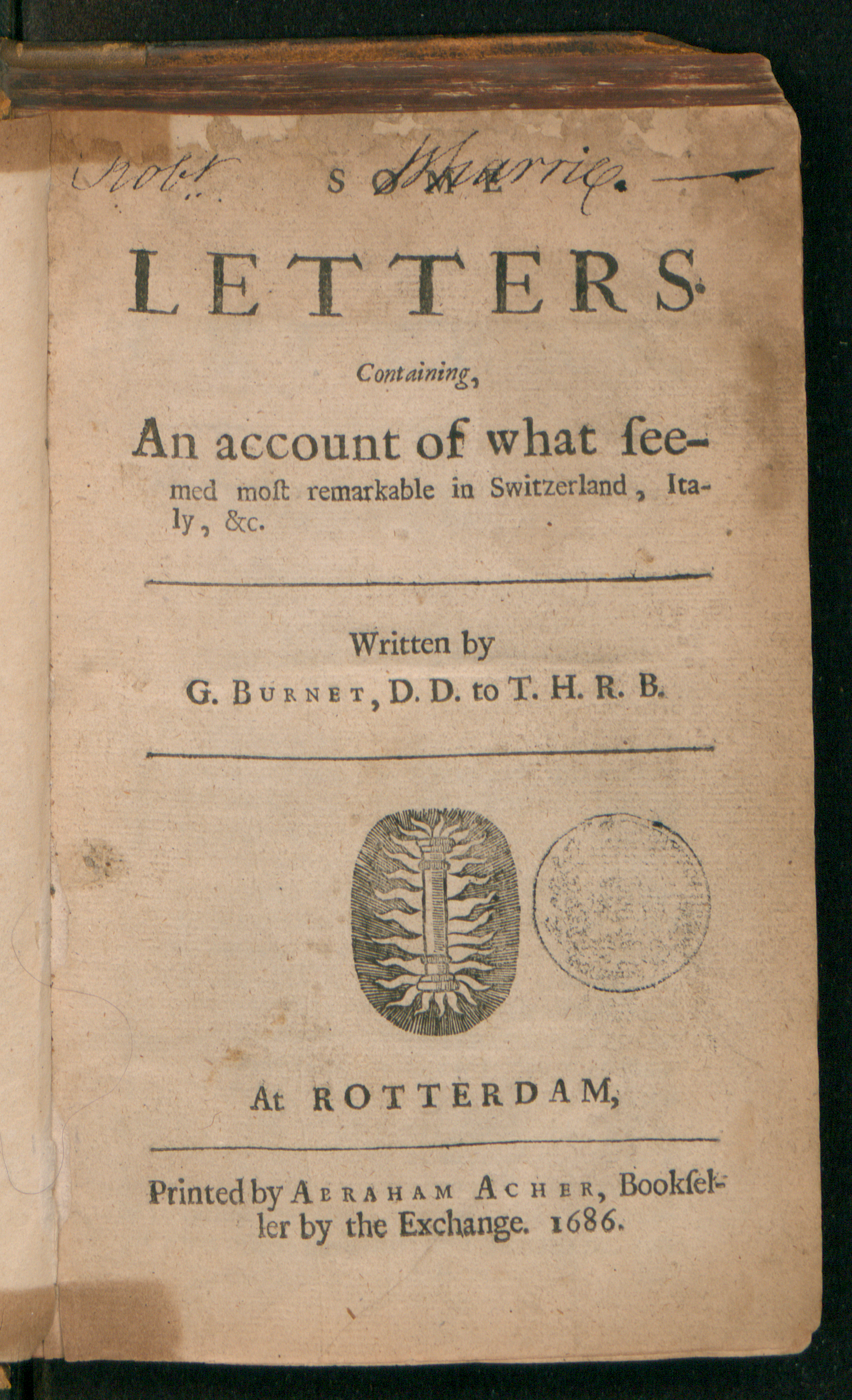
Some letters containing an account of what seemed most remarkable in Switzerland, Italy, 1686

In 1674 ging hij naar Londen en steunde de Whigs. In 1679 maakte hij furore bij de publicatie van zijn boek The History of the Reformation of the Church of England. Hij schreef nog twee delen, die uitkwamen in 1682 en 1714. Meer dan een eeuw lang bleef dit een standaardwerk, hoewel de Engelse katholieken bezwaar maakten tegen sommige passages.
In 1687 liet koning Jacobus II van Engeland Burnet vervolgen voor hoogverraad, terwijl hij in de Nederlanden was. Hij werd bij verstek veroordeeld, maar dankzij de bescherming van stadhouder Willem III van Oranje werd hij niet uitgeleverd. De Staten-Generaal naturaliseerden hem en hij kreeg een lijfwacht tegen moordaanslagen.
Het is mogelijk dat een klein gezelschap van Whigs in de zomer van 1688 plannen maakte Jacobus II van Engeland ten val te brengen en de stadhouder uit te nodigden zijn opvolger te worden. Het initiatief is misschien ook van de stadhouder uitgegaan. In 1687 was Burnet naar de Republiek gereisd en aangesteld als een van de adviseurs van Willem III. In november 1688 reisde hij in het gevolg van de stadhouder naar Engeland. Als beloning werd Burnet tot bisschop van Salisbury benoemd.

## Publicaties
- Relation of the Bloody and Barbarous Massacre of about One Hundred Thousand Protestants, Begun at Paris and Carried on All Over France by the Papists in the Year 1572 (1678)
- Dr. Burnet's Travels: or Letters Containing an Account of What Seemed Most Remarkable in Switzerland, Italy, Germany, and France, &c. (1687)
- A Discourse of the Pastoral Care (1713)
- Some Account of the Life and Death of John Wilmot, Earl of Rochester (Munroe and Francis, 1812)
- The Life of Sir Matthew Hale, Knt., Sometime Lord Chief Justice of His Majesty's Court of King's-Bench (C. & J. Rivington, 1823)
- The History of the Reformation of the Church of England (Oxford University Press, 1829): Volume I, Volume I, Part II, Volume II, Volume II, Part II, Volume III Volume III, Part II
- Bishop Burnet's History of His Own Time, ed. M. J. Routh (1823):Volume I, Volume II, Volume III, Volume IV, Volume V, Volume VI
- Lives, Characters, and an Address to Posterity, ed. John Jebb (1833)
- An Exposition of the Thirty-nine Articles of the Church of England (G. S. Appleton, 1850)
- The Court Sermon: 1674 (R. Clarke, 1868)
- A Supplement to Burnet's History of My Own Time, ed. H.C. Foxcroft (Clarendon Press, 1902)

## Voetnoten
1. ↑  Ritchie Robertson, The Enlightenment. The Pursuit of Happiness, 1680-1790, 2020, p. 97. Gearchiveerd op 13 juli 2023.

- Bibsys: 90989225
- Biblioteca Nacional de España: XX1620059
- Bibliothèque nationale de France: cb11996375w (data)
- Catàleg d'autoritats de noms i títols de Catalunya: 981058519159506706
- CiNii: DA01469328
- Gemeinsame Normdatei: 118674978
- International Standard Name Identifier: 0000 0001 1022 4049
- KulturNav: 7f3b3b35-8d2f-4828-b025-66b4c2341726
- Library of Congress Control Number: n50032699
- Nationale Bibliotheek van Tsjechië: ola2008434463
- Nationale bibliotheek van Australië: 36056536
- Nationale Bibliotheek van Israël: 987007259360005171
- Nationale Bibliotheek van Polen: a0000001916932
- Nederlandse Thesaurus van Auteursnamen: 069385785
- Réseau des bibliothèques de Suisse occidentale: 02-A000024395
- Istituto Centrale per il Catalogo Unico: SBLV299032
- LIBRIS: 307821
- SNAC: w6m331m2
- Système universitaire de documentation: 028050835
- Trove: 1203615
- Virtual International Authority File: 22151653
- WorldCat: E39PBJrCb7jv8HwdYvxcD9xqwC